# Predsednik vlade Madžarske
Predsednik vlade Madžarske (madžarsko Magyarország miniszterelnöke) je vodja vlade Madžarske in ima izvršilno moč. Predsednik vlade in Vlada sta kolektivno odgovorna za svojo politiko in dejanja parlamentu, svoji politični stranki in volivcem. Trenutni nosilec funkcije je Viktor Orbán, vodja stranke Fidesz – madžarske državljanske zaveze, ki opravlja funkcijo njenega predsednika od 29. maja 2010.
Po Madžarski ustavi predsednika vlade imenuje predsednik Madžarske, formalno pa ga izvoli državni zbor. Po ustavi mora predsednik za predsednika vlade imenovati vodjo politične stranke, ki je dobila večino sedežev v državnem zboru. Če nobena stranka ne osvoji večine, predsednik opravi posvet z voditelji vseh strank, ki so zastopane v skupščini, in predlaga osebo, za katero se zdi najverjetneje, da bo lahko zagotovila večino v skupščini. Nato je ta oseba formalno izvoljena z enostavno večino skupščine. V praksi, ko pride do takšne situacije, je predsednik vlade vodja stranke, ki je na volitvah dobila večino glasov, ali vodja največje stranke v vladajoči koaliciji.

## Uradni naziv
Naziv vodje vlade na Madžarskem v madžarščini je miniszterelnök. V dobesednem prevodu to pomeni »ministrski predsednik«. 

## Zgodovina pisarne

### Palatin Madžarske
Palatin (latinsko comes palatii, comes palatinus, pozneje palatinus (regni), madžarsko nádorispán/nádor, slovaško nádvorný župan / nádvorný špán, pozneje: palatín/nádvorník, nemško Palatin) je bil najvišji uradnik v Kraljevini Ogrski, ki je imela izjemno moč in vpliv. Bil je drugi najvišji položaj po kralju in je imel pomembne pristojnosti v državni upravi in pravosodju od vzpona kraljevine do 1848/1918.
Sprva je bil predstavnik kralja, kasneje pa podkralj (namestnik). V zgodnjih stoletjih kraljevine ga je neposredno imenoval kralj, pozneje pa ga je izvolil parlament Kraljevine Ogrske. Po tem, ko so Habsburžani utrdili svojo oblast na Madžarskem, so ponovno uvedli sistem, kjer je palatina imenoval kralj, kar je okrepilo kraljevo moč. To visoko dostojanstvo je bilo na koncu podeljeno kot dedna pravica kadetski (mlajši) veji habsburške dinastije - Kralj Franc Jožef je to uredil z imenovanjem svojega brata Jožefa za palatina.

### Ustanovitev položaja
Med Madžarsko revolucijo leta 1848, kjer so zahtevali večjo nacionalno samostojnost in demokratične reforme, so revolucionarji želeli ustanoviti Madžarski kabinet, ki bi bil neodvisen od Avstrijskega cesarstva in Budimske kanclerjeve pisarne. Ta urad je bila takrat urad cesarskega generalnega guvernerja, kar pomeni, da je imel izvršilno moč na Madžarskem. V eni od 12 točk piše: 2. Odgovorna vlada v Buda-Pešti. Zahtevali so vzpostavitev odgovorne vlade, ki bi dejansko služila interesom madžarskega naroda, namesto da bi izvajala voljo avstrijskega cesarstva.
Ferdinand V. je 17. marca 1848 za prvega predsednika vlade Madžarske imenoval grofa Ludvika Batthyányja. V tem zgodovinskem kontekstu je bilo »ministrstvo« uporabljeno kot izraz za celotno vlado, ne samo za posamezne vladne oddelke, kot je to običajno danes. Izraz »oddelki« je bil uporabljen za posamezne dele vlade ali ministrstva, kar je enakovredno današnjim ministrstvom, ki so specializirana za določena področja. Po neuspehu madžarske revolucije in boja za svobodo proti Avstrijskemu cesarstvu leta 1849 je bil položaj predsednika vlade formalno nezaseden za določeno obdobje.